# ريوسوكي ساغا
ريوسوكي ساغا (باليابانية: 佐川 亮介) (17 يوليو 1993 في طوكيو في اليابان – )؛ هو لاعب كرة قدم سابق كان يلعب كحارس مرمى.

## وصلات خارجية
- ريوسوكي ساغا على موقع رابطة كرة القدم اليابانية للمحترفين (اليابانية)
- ريوسوكي ساغا على موقع قاعدة بيانات كرة القدم.إي يو (الإنجليزية)
- ريوسوكي ساغا على موقع Soccerway.com (الإنجليزية)